# Kapikule
Kapıkule egy török határátkelő neve, Bulgária és Törökország határán. Belépési pont Edirne tartományba. A határ bulgáriai oldalán neve: Kapitan Andreevo. Így együtt az egyik legforgalmasabb belépési pont  az Európai Unióba az E80-as (európai út)-on, jelentős szereppel menekültkérdésekben.